# غار غم‌انگیز
غار غم‌انگیز (به انگلیسی: The Grim Grotto) نام یکی از کتاب‌های مجموعه ماجراهای بچه‌های بدشانس است. این کتاب توسط دنیل هندلر با نام مستعار لمونی اسنیکت نوشته شده و برت هلکوئیست آن را تصویرگری کرده‌است.

## مشخصات کتاب
نوشته لمونی اسنیکت با تصویر گری برت هلکوئیست یازدهمین داستان از سری ماجراهای بچه‌های بدشانس که توسط رضا دهقان به فارسی ترجمه گردید و در ۲۳۲ صفحه توسط نشر ماهی منتشر شده است.

## داستان
ویولت وکلاوس و سانی در آب‌های رود استریکن سوار یک زیر دریایی به نام کوییکگ می‌شوند که در آنجا با فردی به نام کاپیتان ویدرشینز ودختر خوانده اش فیونا ملاقات می‌کنند.در آنجا فیلیپ را هم می بینندکه مثل همیشه خوشبین است.کاپیتان به آنها می‌گوید که به دنبال شکردان می‌گردندو کلاوس و فیونا با کمک هم می فهمند که شکردان در غار گورگونی است که قارچ سمی خطرناکی به نام مدوسویید میسلیوم در آن زندگی می‌کند..آنها وقتی به غار می‌روند شکردان را نمی‌یابند اما ویولت تکه روزنامه‌ای پیدا می‌کند که محتویاتش را فاش نمی‌کند. وقتی به زیر دریایی باز می‌گردنداثری از کاپیتان و فیلیپ پیدا نمی‌کنند.ناگهان در می‌یابند که یکی از هاگ‌های مدوسوییدداخل کلاه غواصی سانی رفته واو مریض شده است همان موقع کنت الاف سر می‌رسدوآنها را زندانی می‌کند و در همانجا فیونا برادرش را می بیند که همان مرد دست قلابی است. فرنالد(مرد دست قلابی) سعی می‌کند همه را نجات دهد ولی فقط بودلرها موفق به فرار می‌شوند آنها موفق به نجات سانی می‌شوند و یک پیغام هم دریافت می‌کنند که می‌گوید آنها بایدبه برینی بیچ بروند .همن موقع کنت الاف آنها را پیدا می‌کند و آنها می بینند که فیوناهمدست الاف شده ولی به آنها اجازه فرار می‌دهد و آنها به طرف برینی بیچ حرکت می‌کنند .